# Episodi di Unikitty! (prima stagione)
La prima stagione della serie animata Unikitty!, composta da 40 episodi, è stata trasmessa negli Stati Uniti, da Cartoon Network, dal 27 ottobre 2017 al 4 febbraio 2019.
In Italia è stata trasmessa dal 9 aprile 2018 su Cartoon Network.
| nº | Titolo originale             | Titolo italiano                        | Prima TV USA     | Prima TV Italia  |  |
| -- | ---------------------------- | -------------------------------------- | ---------------- | ---------------- |  |
| 1  | Spoooooky Game               | La notte di Halloween                  | 27 ottobre 2017  |                  |  |
| 2  | Sparkle Matter Matters       | Il siero della felicità                | 17 novembre 2017 | 9 aprile 2018    |  |
| 3  | No Day Like Snow Day         | Una giornata di neve                   | 1º dicembre 2017 |                  |  |
| 4  | Action Forest                | Fratelli di Dojo                       | 1º gennaio 2018  |                  |  |
| 5  | Kaiju Kitty                  | Robo-Kitty turbo V                     | 1º gennaio 2018  |                  |  |
| 6  | Fire & Nice                  | La rabbia                              | 1º gennaio 2018  |                  |  |
| 7  | Rock Friend                  | Un amico per il Principe Cucciolino    | 1º gennaio 2018  |                  |  |
| 8  | Kitchen Chaos                | Disordine in cucina                    | 1º gennaio 2018  |                  |  |
| 9  | Crushing Defeat              | Una cotta terribile                    | 1º gennaio 2018  |                  |  |
| 10 | Wishing Well                 | Volendo bene                           |                  | 5 gennaio 2018   |  |
| 11 | Hide N' Seek                 | Nascondino                             | 12 gennaio 2018  |                  |  |
| 12 | Stuck Together               | Uniti                                  | 19 gennaio 2018  |                  |  |
| 13 | Little Prince Puppycorn      | Il Piccolo Principe Cucciolino di Mais |                  | 26 gennaio 2018  |  |
| 14 | Pet Pet                      | L'animaletto domestico                 | 2 febbraio 2018  |                  |  |
| 15 | Kitty Court                  | Il tribunale di Unikitty               | 9 febbraio 2018  |                  |  |
| 16 | Birthday Blowout             | Festa a sorpresa                       | 16 febbraio 2018 | 9 aprile 2018    |  |
| 17 | Lab Cat                      | La cometa gustosa                      | 23 febbraio 2018 |                  |  |
| 18 | The Zone                     | La concentrazione                      | 2 marzo 2018     |                  |  |
| 19 | Too Many Unikitties          | Il corno della felicità                | 12 marzo 2018    |                  |  |
| 20 | Film Fest                    | Il festival del cinema                 | 12 marzo 2018    |                  |  |
| 21 | Unikitty News                | Il TG di Unikitty                      | 12 marzo 2018    |                  |  |
| 22 | Dinner Apart-y               | Il guasta-festa                        | 9 aprile 2018    |                  |  |
| 23 | R & Arr                      | La domenica della pigrizia             | 13 aprile 2018   |                  |  |
| 24 | License to Punch             | Test per supereroi                     | 20 aprile 2018   |                  |  |
| 25 | Buggin' Out                  | Un piccolo ragnetto                    | 4 giugno 2018    |                  |  |
| 26 | Chair                        | Una poltrona per amica                 | 4 giugno 2018    |                  |  |
| 27 | Kickflip McPuppycorn         | Il re degli skater                     | 4 giugno 2018    |                  |  |
| 28 | Super Amazing Raft Adventure | Gita in zattera                        | 4 giugno 2018    |                  |  |
| 29 | Tasty Heist                  | Colpo gustoso                          | 4 giugno 2018    |                  |  |
| 30 | Brawl Bot                    | Botte da robot                         | 23 giugno 2018   | 26 febbraio 2019 |  |
| 31 | Beach Daze                   | Confusione in spiaggia                 | 23 giugno 2018   | 18 febbraio 2019 |  |
| 32 | Big Pup, Little Problem      | Grande cucciolino, piccoli problemi    | 23 giugno 2018   | 28 febbraio 2019 |  |
| 33 | Tragic Magic                 | Scienza contro magia                   | 23 giugno 2018   | 19 febbraio 2019 |  |
| 34 | Dancer Danger                | Ballo pericoloso                       | 23 giugno 2018   | 20 febbraio 2019 |  |
| 35 | Landlord Lord                | Un segreto magico                      | 17 agosto 2018   | 22 febbraio 2019 |  |
| 36 | Scary Tales                  | Racconti spaventosi                    |                  | 19 ottobre 2018  |  |
| 37 | Float On                     | Sfilata di carri                       | 21 novembre 2018 | 27 febbraio 2019 |  |
| 38 | Space Mission: Danger        | Missione Spaziale: Pericolo            | 21 dicembre 2018 |                  |  |
| 39 | Top of the Naughty List      | Buon Natale                            | 21 dicembre 2018 |                  |  |
| 40 | BatKitty                     | Bat-Kitty                              | 4 febbraio 2019  | 25 febbraio 2019 |  |